# Marianów (Bardo)
Marianów – część wsi Bardo w Polsce położona w województwie świętokrzyskim, w powiecie kieleckim, w gminie Raków.
W latach 1975–1998 miejscowość położona była w województwie kieleckim.